# IceCube

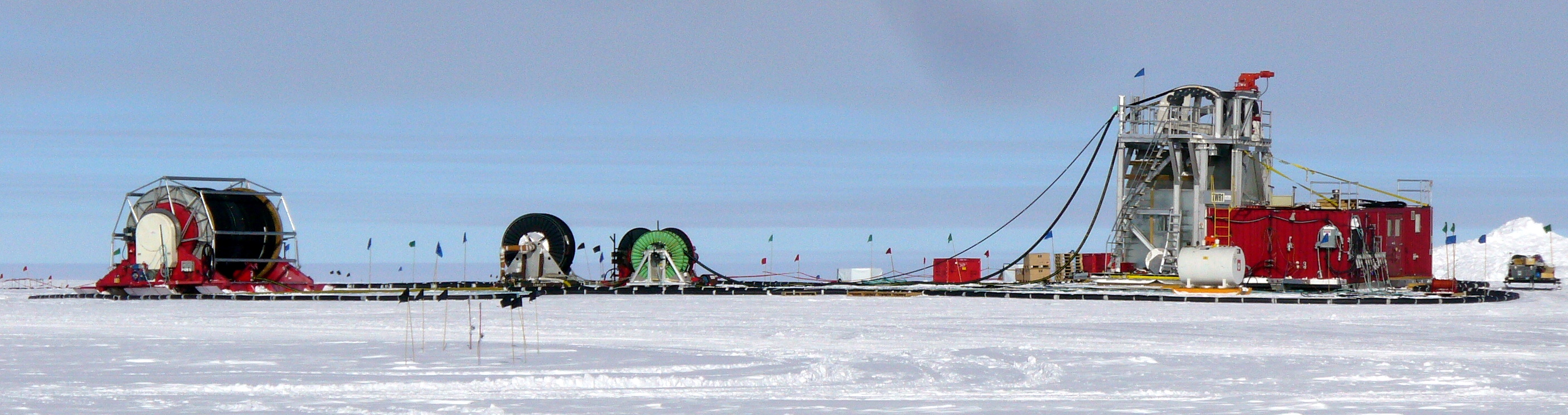
Буровая вышка и барабан со шлангом для бурения скважин «Ледяного кубика», декабрь 2009 г.

IceCube (рус. «Ледяной куб» или «Ледяной кубик», произносится «АйсКьюб») — нейтринная обсерватория, построенная на антарктической станции Амундсен-Скотт. Как и его предшественник, мюоно-нейтринный детектор AMANDA, IceCube расположен глубоко в толще антарктического льда. На глубине от 1450 до 2450 м помещены прочные «нити» с прикреплёнными оптическими детекторами (фотоумножителями). Каждая «нить» имеет 60 фотоумножителей. Оптическая система регистрирует черенковское излучение мюонов высокой энергии, движущихся в направлении вверх (то есть из-под земли). Эти мюоны могут рождаться только при взаимодействии мюонных нейтрино, прошедших сквозь Землю, с электронами и нуклонами льда (и слоя грунта подо льдом, толщиной порядка 1 км). Поток мюонов, движущихся сверху вниз, значительно выше, однако они большей частью рождаются в верхних слоях атмосферы частицами космических лучей. Тысячи километров земного вещества служат в качестве фильтра, отсекая все частицы, которые испытывают сильное или электромагнитное взаимодействие (мюоны, нуклоны, гамма-кванты и т. п.). Из всех известных частиц только нейтрино могут пройти Землю насквозь. Таким образом, хотя IceCube расположен на Южном полюсе, он обнаруживает нейтрино, приходящие с северной полусферы неба.
Название детектора связано с тем, что общий объём использующегося в нём черенковского радиатора (льда) в проектной конфигурации достигает 1 кубического километра.

## Статус постройки
Строительство нейтринного телескопа было начато в 2005 году — тогда под лёд была погружена первая «нить» с оптическими детекторами. В следующем году количество нитей достигло 9 штук, что сделало IceCube крупнейшим нейтринным телескопом в мире. В течение следующих двух летних сезонов были установлены 13 и затем 18 нитей с детекторами. Строительство обсерватории завершено в 2010 году, когда последние из 5160 предусмотренных проектом оптических модулей заняли своё место в толще антарктического льда. Однако набор данных начался ещё раньше. Первое нейтринное событие было зарегистрировано 29 января 2006 года.

## Задачи

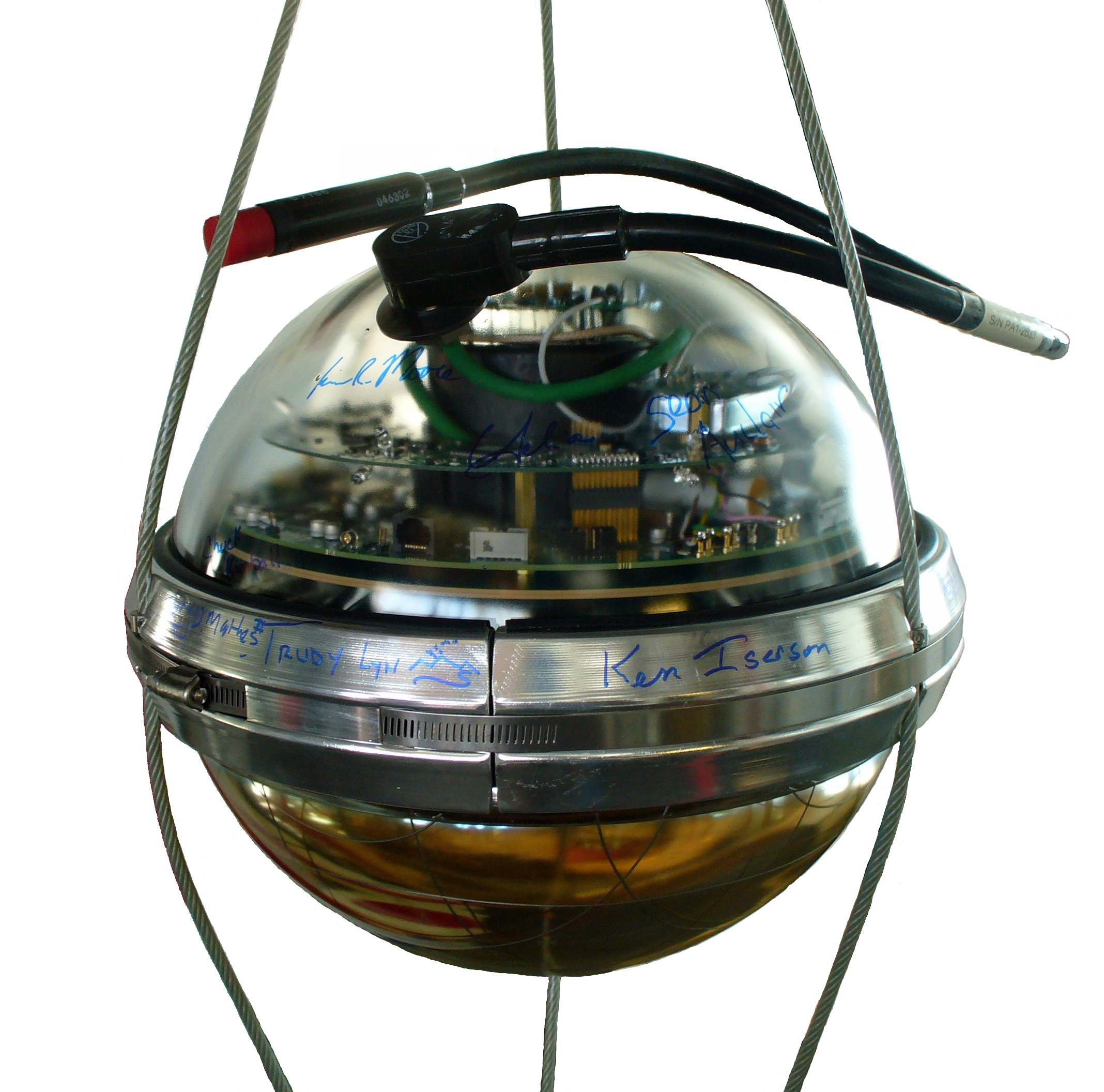
Один из цифровых оптических модулей, который в настоящее время находится в скважине № 85.

### Детектирование нейтрино
Хотя проектный темп регистрации нейтрино детектором невелик, угловое разрешение достаточно хорошее. В течение нескольких лет ожидается построение карты потока высокоэнергичных нейтрино из северной небесной полусферы.